# خانه رحیم دعایی
خانه رحیم دعایی مربوط به دوره قاجار است و در شیراز، محله سرباغ اول، کوچه هفت پیچ، پلاک ۱۳ واقع شده و این اثر در تاریخ ۱۰ خرداد ۱۳۸۲ با شمارهٔ ثبت ۸۷۱۸ به‌عنوان یکی از آثار ملی ایران به ثبت رسیده‌است.